# Liste der Kirchen, Kapellen und Bildstöcke in Matrei in Osttirol
Die Liste der Kirchen, Kapellen und Bildstöcke in Matrei in Osttirol enthält die 42 Kirchen, Kapellen und Bildstöcke der Gemeinde Matrei in Osttirol (Bezirk Lienz).

## Legende
Die Tabelle enthält im Einzelnen folgende Informationen:
- Foto: Fotografie des Objekts. Klicken des Fotos erzeugt eine vergrößerte Ansicht.
- Objekt: Name des Objekts.
- Fraktion: Fraktion, in der sich das Objekt befindet.
- Standort: Es ist die Adresse angegeben. Bei freistehenden Objekten ohne Adresse (zum Beispiel bei Bildstöcken) ist die Adresse angegeben, die in der Nähe des Objekts liegt. Durch Aufruf des Links Standort wird die Lage des Denkmals in verschiedenen Kartenprojekten angezeigt.
- Beschreibung: Kurze Angaben zum Objekt.

Die Tabelle ist alphabetisch nach dem Standort des Denkmals sortiert. Das Sortierkriterium ist die Adresse.

## Kirchen, Kapellen und Bildstöcke
| Foto | Objekt                                   | Fraktion                   | Standort                                   | Beschreibung |
| ---- | ---------------------------------------- | -------------------------- | ------------------------------------------ | --- |
|      | Bergerkirchle                            | Berg                       | bei Berg 22 Standort                       | Zwischen den Häusern des Weilers Berg befindet sich das dem heiligen Sebastian geweihte Bergerkirchle aus dem 18. Jahrhundert. Der zweijochige Kapellenbau mit schindelgedecktem Satteldach wurde 1975 renoviert. Dominiert wird der Innenraum von einem barocken Altar, der um 1800 geschaffen wurde. Der Altar verfügt über ein bäuerlich bemaltes Antependium, das Altarbild zeigt den heiligen Sebastian, den heiligen Silvester und eine Ordensheilige als Fürbitterin vor Maria.                                    |
|      | Pongitz-Stöckl                           | Bichl                      | bei Bichl 8 Standort                       | Das Pongitz-Stöckl wurde 1948 durch Alois Brugger errichtet, womit er seinen Dank über die Rückkehr aus dem Zweiten Weltkrieg ausdrückte. Das Stöckl wurde der Gottesmutter in Fatima geweiht. |
|      | Gereiter Kirchle                         | Bichl                      | bei Bichl 15 Standort                      | Die Kapelle wurde nach 1885 errichtet und verfügt über einen leicht eingezogenen Rundbogenchor. Über dem steilen schindelgedeckten Satteldach erhebt sich an der Portalseite ein ebenfalls schindelgedeckter Dachreiter. Das Innere der Kapelle wird durch den kleinen Altar geprägt, der aus der ersten Hälfte des 19. Jahrhunderts stammt. Das Altarbild zeigt eine Herz-Jesu-Darstellung, die 1876 von Johann Hinter angefertigt wurde.                                                                                |
|      | Herz-Jesu-Kapelle in Bühel               | Bichl                      | bei Bichl 22 Standort                      | Die Kapelle wurde auf einem Felsen in erhöhter Lage inmitten des Ortes errichtet und entstand nach der 1885 erteilten Baubewilligung. Das Innere der Kapelle wird durch den kleinen Altar geprägt, der aus der ersten Hälfte des 19. Jahrhunderts stammt. Das Altarbild zeigt eine Herz-Jesu-Darstellung, die 1876 von Johann Hinter angefertigt wurde. Darüber befindet sich im Auszug eine Darstellung des heiligen Sebastian aus der ersten Hälfte des 19. Jahrhunderts.                                               |
|      | Feldner Kirchle                          | Feld                       | bei Feld 4 Standort                        | Die „Kapelle zu Allen Heiligen“, auch „Feldner Kirchl“ genannt, geht auf einen Vorgängerbau aus dem 18. Jahrhundert zurück, der 1801 erneuert und am 29. September 1801 vom Matreier Prodekan Georg Brandstätter geweiht wurde. Der große, barocke Bau verfügt dabei über einen markanten Fassadenturm und ein qualitätsvolles Inventar. |
|      | Ganzer Bildstöckl                        | Ganz                       | Ganz                                       | Das Ganzer Bildstöckl wurde 1754 zum Schutz vor der Pest errichtet. Es ist der heiligen Dreifaltigkeit geweiht. |
|      | Ganzer Hauskapelle                       | Ganz                       | bei Ganz 3 Standort                        | Nachdem der Ganzerbauer in einem Jahr viel Unglück mit seinem Vieh zugestoßen war und 1951 zudem zwei Lawinen nahe dem Bauernhof vorbeigegangen waren, ließ die Familie Mattersberger (vulgo Ganzer) die Ganzer Hauskapelle errichten. Sie ist dem heiligen Silvester geweiht. |
|      | Niggler Kapelle                          | Ganz                       | bei Ganz 10 Standort                       | |
|      | Nikolauskirche                           | Ganz                       | bei Ganz 14 Standort                       | Der heute bestehende Bau wurde im 12. oder frühen 13. Jahrhundert errichtet, geht jedoch auf einen wesentlich älteren Vorgängerbau zurück. Besonders bedeutend sind die wertvollen romanische Fresken in der Kirche. |
|      | Nikolauskirche                           | Ganz                       | bei Ganz 14 Standort                       | Der heute bestehende Bau wurde im 12. oder frühen 13. Jahrhundert errichtet, geht jedoch auf einen wesentlich älteren Vorgängerbau zurück. Besonders bedeutend sind die wertvollen romanische Fresken in der Kirche. |
|      | Lackner Kirchle                          | Glanz                      | bei Glanz 8 Standort                       | Das Lackner Kirchle liegt neben dem Lacknerhof (Glanz 8) in einer Höhe von 1.445 Metern und stammt aus der zweiten Hälfte des 18. Jahrhunderts. Es ist „Mariä Heimsuchung“ geweiht. |
|      | Roaner Kapelle                           | Glanz                      | Glanz                                      | Die Roaner Kapelle liegt auf einer Höhe von etwa 1.435 Metern und stammt aus der ersten Hälfte des 19. Jahrhunderts. Sie ist dem Heiligen Sebastian geweiht und entstand der Legende nach auf Grund eines Gelübdes der alten Roanabäuerin, die die Steine für den Rohbau in ihrer Schürze zusammentrug. |
|      | Preßlaber Kapelle                        | Glanz                      | Glanz Standort                             | Die Kapelle im Weiler Preßlab wurde 1991 errichtet. Es handelt sich dabei um eine kleine, modern gestaltete Kapelle mit einem großen Fenster hinter dem Altartisch. |
|      | Pestkapelle Lurnschütt                   | Gruben                     | bei Gruben 2 Standort                      | Die Pestkapelle Lurnschütt ist eine turmlose Kapelle, die am Seintzgerweg, dem heutigen Tauerntalwanderweg, errichtet wurde. Einer Überlieferung zufolge wurde sie nach 1635 erbaut und nach einem Pestausbruch 1650 renoviert. |
|      | Kapelle Hinteregg                        | Hinteregg                  | bei Hinteregg 2 Standort                   | Die Kapelle liegt beim Bauernhof Stöffler (auch Steffa- oder Blasenhof) und wurde 1970 errichtet und von den Familien Niederegger-Steiner gestiftet. Der Bau geht dabei auf eine Vorgängerkapelle zurück, die an dieser Stelle 1863 errichtet und von einer Lawine vernichtet worden war. Die Pläne für die neu errichtete Kapelle stammen von Roman Huter, die Weihe erfolgte am 6. Oktober 1973. |
|      | Felsenkapelle                            | Innergschlöß               | Innergschlöß Standort                      | Die Felsenkapelle wurde 1870 errichtet, nachdem die ursprüngliche Kapelle zwei Mal von Lawinen zerstört worden war. |
|      | Herz-Jesu-Kirche                         | Huben                      | Huben 1 Standort                           | Die zur Matreier Pfarrkirche gehörende Kaplaneikirche zum Heiligsten Herzen Jesu liegt an der Einfahrt ins Defereggental in Huben. Nachdem die Errichtung einer Kirche mehrfach gescheitert war, wurde die Herz-Jesukirche zwischen 1925 und 1929 nach Plänen des Architekten Lois Welzenbacher erbaut. |
|      | Falter Hauskapelle                       | Kienburg                   | bei Kienburg 5 Standort                    | Die Falter Hauskapelle wurde 1935 neben dem Bauernhof Falter in Kienburg auf Grund eines Gelöbnisses errichtet wurde. Nachdem bereits zwei seiner drei Söhne im Ersten Weltkrieg gefallen waren, gelobte Franz Mattersberger den Bau der Kapelle, wenn der dritte Sohn der Krieg überleben würde. Nach dem frühen Tod von Franz Mattersberger löste sein zurückgekehrter Sohn Alois Mattersberger das Gelöbnis ein. Die Wände der Kapelle werden von Darstellung der heiligen Notburga und des heiligen Leonhard geziert. |
|      | Trinkapelle (Hofkapelle hl. Josef)       | Kienburg                   | bei Kienburg 16 Standort                   | |
|      | Kapelle Maria-Hilf                       | Klaunz                     | oberhalb des Hotels Goldried Standort      | Die barocke Kapelle Mariahilf wurde um 1700 erbaut und beherbergt eine Rokoko-Altar aus der Zeit um 1770. Sie befindet sich in exponierter Lage am Klaunzerberg. |
|      | St. Veit Stöckl                          | Klaunz                     | Koordinaten fehlen! Hilf mit.              | Das St. Veit Stöckl befindet sich in Klaunz am Weg zum Kals-Matreier-Törl. Es beherbergt einen kleinen Altar mit dem Bildnis des Viehheiligen St. Veit. |
|      | Klausner Kapelle                         | Klausen                    | bei Klausen 17 Standort                    | Klausen beherbergt eine Kapelle, die dem heiligen Chrysanth und der heiligen Daria geweiht wurde. Die Errichtung der Kapelle wurde 1849 bewilligt und bis 1851 ausgeführt, danach erfolgte am 25. Oktober 1852 die Weihe durch den Matreier Dekan Johann Wierer. |
|      | Franzosenstöckl                          | Matrei Markt (Hintermarkt) | bei Proßeggweg 11 Standort                 | |
|      | Kreuzbichlkapelle                        | Matrei Markt (Hintermarkt) | bei Proßeggweg 11 Standort                 | |
|      | Bachkapelle St. Florian                  | Matrei Markt (Neumarkt)    | bei Marstallweg 20 Standort                | Die Bachkapelle wurde 1611 gegen Unwetter-, Brand- und Hochwassergefahr errichtet und wahrscheinlich Ende des 17. Jahrhunderts erweitert. Charakteristisch für die Bachkapelle ist ein monumentales Fresko der Schutzmantelmadonna aus dem Jahr 1958, das Innere der Kapelle wird von einem barocken Altar aus dem Ende des 17. Jahrhunderts dominiert. |
|      | Lourdeskapelle                           | Matrei Markt (Neumarkt)    | zwischen Neumarktstraße 18 und 20 Standort | Die Kapelle wurde in gotisierender Form in den Jahren 1903 bis 1904 errichtet. Die Lourdes-Grotte aus Tuffstein beherbergt die betende Bernadette vor der Gottesmutter. |
|      | Hatzler Stöckl/Kuhreiterstöckl           | Matrei Markt (Neumarkt)    | bei Neumarktstraße 2 und 4 Standort        | |
|      | Pfarrkirche St. Albanus                  | Matrei Markt (Vordermarkt) | Kirchplatz 1 Standort                      | Die römisch-katholische Pfarrkirche St. Alban in Matrei in Osttirol ist mit ihrem 86 Meter hohen Turm die größte Landkirche Tirols. Sie wurde dem heiligen Alban von Mainz geweiht. Trotz eines barocken Gesamteindrucks steht die Kirche architektonisch an der Wende vom Spätbarock hin zum Frühklassizismus. |
|      | Alte Totenkapelle                        | Matrei Markt (Vordermarkt) | Kirchplatz 1 Standort                      | |
|      | Neue Friedhofskapelle                    | Matrei Markt (Vordermarkt) | Kirchplatz 1 Standort                      | |
|      | Nepomukkapelle                           | Matrei Markt (Vordermarkt) | Lienzerstraße 4 Standort                   | |
|      | Josefskapelle                            | Matrei Markt (Vordermarkt) | Lienzerstraße 10 Standort                  | |
|      | Mattersberger Kirchl                     | Mattersberg                | bei Mattersberg 1 Standort                 | Das Mattersberger Kirchl ist ein 1982 errichteter Kapellenbildstock, der aus Dank für die Heilung eines Kindes der Familie Mattersberger errichtet wurde. Der offene Kapellenbildstock verfügt über einen kleinen, angebauten Turm und wurde nach Plänen von Josef Brugger aus Matrei errichtet. |
|      | Bildstock beim Obenfeldner               | Mattersberg                | bei Mattersberg 2                          | Die in den 1940er Jahren errichtete und den Armen Seelen geweihte Kapelle geht auf einen Gelöbnis der Familie Trager zurück, die den Oberfeldnerhof bewirtschaftet und die Kapelle aus Dankbarkeit für die Rückkehr von Peter Trager aus dem Zweiten Weltkrieg errichtete. |
|      | Strimitzer Kirchle                       | Moos                       | oberhalb Moos 4 Standort                   | Das Strimitzer Kirchle in Moos gehört zum Strimitzer-Hof und stammt aus dem 19. Jahrhundert. Der Bau aus unverputzten Feldsteinen besitzt einen rechteckigen Grundriss mit Apsis, über dem sich ein schindelgedecktes Satteldach erhebt. |
|      | Mooser Kirchle                           | Moos                       | bei Moos 34 Standort                       | Der Mooserhof beherbergt die Maria-Himmelfahrt-Kapelle, auch Marienkapelle oder Mooser Kirchl genannt. Die Kapelle wurde 1894 erbaut und 1895 durch Dekan Georg Unterpranger geweiht. Die erste Messe wurde hier erst 1911 gelesen, heute (2004) findet jährlich eine Messe statt. |
|      | Annakapelle                              | Proßegg                    | bei Proßegg 5a Standort                    | Bei der Annakapelle handelt es sich um eine turmlose, kleine Kapelle, die 1881 am alten Tauerntalweg errichtet wurde. Das Altärchen stammt aus der zweiten Hälfte des 19. Jahrhunderts, das Altarbild zeigt die heilige Anna, wie sie Maria das Lesen lehrt. |
|      | Proßegger Kirchle                        | Proßegg                    | bei Proßegg 4 Standort                     | Inmitten von Proßegg liegt hingegen die Marienkapelle, auch Proßegger Kirchl, genannt. Sie wurde 1950 erbaut und ersetzte eine Kapelle, die bereits 1863 in nächster Nähe errichtet worden war. Dabei folgte der Neubau im äußeren weitgehend der Vorgängerkapelle. Die Marienkapelle, die einzige größere Holzkapelle Matreis, verfügt wie über einen rechteckigen Grundriss, ein Schindeldach sowie einen polygonalen Schluss und wurde auf einem hohen Felssockel erbaut.                                              |
|      | Kapelle der Heiligen Helena und Antonius | Proßegg                    | bei Proßegg 12 Standort                    | Die Kapelle der Heiligen Helena und Antonius, auch Schapperkirchl genannt, liegt am rechten Ufer des Tauernbachs in einer Wiese. Sie wurde 1925 von Jakob Ortner errichtet und ersetzte einen älteren Vorgängerbau, der dem heiligen Antonius geweiht war. Ortner ließ die Kapelle als Andenken an seine Söhne Phillip und Johann errichten, nachdem sein Sohn Phillip 1915 im Krieg gegen Russland gefallen war und sein Sohn Johann 1923 beim Heuziehen verunglückte.                                                   |
|      | Trattnerstöckl bzw. Trattner Kirchle     | Seblas                     | bei Seblas 10a Standort                    | Die Kapelle des Trattnerhofes, das sogenannte Trattnerstöckl, wurde 1749 von Peter Mattersberger gestiftet und 1756 der Schmerzhaften Muttergottes geweiht. Bei der Kapelle handelt es sich um einen Bau mit dreiseitigem Chor, das von einem Satteldach und einem portalseitigen Dachreiter überragt wird. |
|      | Getauer Kirchle                          | Tauer                      | bei Tauer 22 Standort                      | Die Kapelle wurde in den 1840er Jahren errichtet und liegt neben dem Matreier Tauernhaus. Sie ist dem heiligen Bartholomäus geweiht. |
|      | Zedlacher Kapelle                        | Zedlach                    | bei Zedlach 2 Standort                     | Die Kapelle wurde nach 1715 errichtet und in den 1970er Jahren umgestaltet und erweitert. Das Gebäude beherbergt einen qualitätvollen Rokokoaltar aus der Mitte des 18. Jahrhunderts, das Altarblatt zeigt die Krönung Mariä durch die Heilige Dreifaltigkeit. |